# Ingvar Hirdwall
Lars Ingvar Hirdwall (5. září 1934 Stockholm – 6. dubna 2023) byl švédský herec, který za své role dvakrát získal nejvýznamnější švédské filmové ocenění Zlatohlávek a další ceny.

## Osobní život
Hirdwall se narodil ve Stockholmu a vyrůstal ve čtvrti Norra Ängby v západní části Stockholmu, v kolonii dělnických domků typických pro tehdejší dobu.
Po dokončení školní docházky byl nejprve pět let elektrikářem, teprvé poté začal studovat na Divadelní akademii v Göteborgu.
Jeho manželkou je Marika Lindströmová (od roku 1975), která je také významnou švédskou herečkou. Mají dvě děti: syn Jacob Hirdwall (narozený 1967) je režisér, dramatik a autor, dcera Agnes Dawidson Hirdwallová (narozená 1983) je herečkou.

## Kariéra

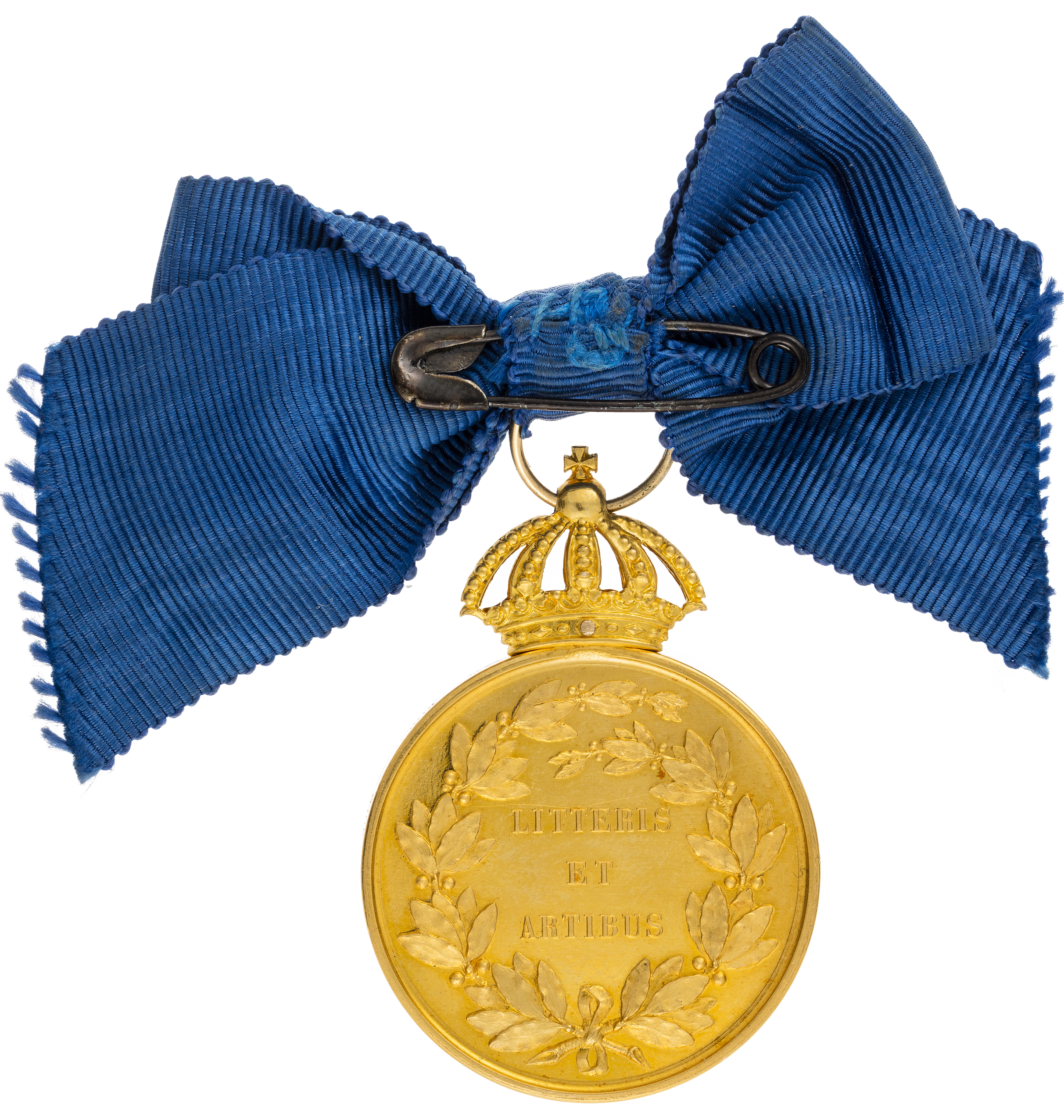
Medaile Litteris et Artibus, kterou Hirdwall získal

Po dokončení Divadelní akademie (1957–1960), hned od počátku 60. let, účinkoval v řadě filmů, televizních seriálů a divadelních představení (hlavně Stockholms stadsteater: Stockholmské městské divadlo). Často hrál tvrdohlavé nebo podivné postavy, jako je např. excentrický soused Martina Becka v rozsáhlém televizním seriálu Beck (natáčený v letech 1997 až 2018).
V roce 1993 také hrál hlavní roli Pettsona ve speciálním vánočním seriálu pro děti (vysílaném ve švédské televizi SVT): Tomtemaskinen (Mechanický Santa), kdy denně po celý advent až do Štědrého dne byl vysílán jeden díl. Seriál vycházel z dětských knih Pettson a Findus, které napsal a ilustroval Sven Nordqvist.

## Ocenění
Ingvar Hirdwall obdržel řadu ocenění. Za film dvakrát získal ocenění Zlatohlávek, v roce 1981 to bylo v kategorii nejlepší herec v hlavní roli, v roce 2003 v kategorii nejlepší herec ve vedlejší roli. V roce 1993 získal divadelní cenu Thaliapris Svenska Dagbladet, v roce 2003 obdržel Expressens teaterpris, v roce 2004 Svenska Akademiens teaterpris (Divadelní cena švédské akademie), v roce 2005 medaili Litteris et Artibus (královská medaile, ocenění za vynikající umělecké úsilí v oblasti hudby, divadelní tvorby a literatury, které ustanovil v polovině 19. století pozdější král Karel XV.). V roce 2006 byl vyznamenán Zlatou medaile Teaterförbundet za vynikající umělecký čin.

## Výběrová filmografie
- Kvarteret korpen, anglicky Raven's End, česky Havraní čtvrť (1963), scénář a režie Bo Widerberg. Film se může pochlubit hned několika cenami nebo nominacemi: získal Zlatohlávka, v roce 1964 byl nominován na hlavní cenu (Velkou cenu, později Zlatá palma) na Filmovém festivalu v Cannes a v roce 1965 byl nominován na Oscara v kategorii Nejlepší zahraniční film.[3]
- Muž na střeše (1976): scénář a režie Bo Widerberg, krimi thriller podle románové předlohy Säffleská bestie švédské autorské dvojice Maj Sjöwallová – Per Wahlöö. Ingvar Hirdwall zde ztvárnil titulní roli „muže na střeše“: bývalého policisty a elitního střelce, který nejprve kvůli policejní zvůli přišel o ženu, poté o práci a když mu úřady odebraly i dcerku, o kterou se po zbytečné smrti ženy staral sám, skončil na střeše v centru Stockholmu a střílel na všechny policisty v širokém okolí. I když sám Hirdwall za tuto roli ocenění nezískal, film obdržel hned dva Zlatohlávky a měl příznivé kritiky (zvláště byly oceňovány dialogy). Současně byl i komerčně velmi úspěšný: stal se nejnavštěvovanějším filmem domácí švédské produkce až do roku 1982, kdy ho překonal film Fanny a Alexandr režiséra Ingmara Bergmana). Mezinárodní kritika pak film označila za první švédský thriller světové úrovně.[4]
- Barnens ö, anglicky Children's Island (1980): drama sleduje osudy dvanáctiletého chlapce, o kterým si matka myslí, že o prázdninách odjel na dětský tábor, on však tajně zůstal ve Stockholmu, kde se každý den tajně toulá. Ingvar Hirdwall získal Zlatohlávka za hlavní roli, film celkem získal hned tři Zlatohlávky: další za režii (Kay Pollack) a jako nejlepší film. Kromě toho byl v roce 1981 nominován na Zlatého medvěda na Mezinárodním filmovém festivalu Berlinale.[5]
- Muž z Mallorky (1984): scénář a režie Bo Widerberg, další úspěšný krimi thriller tohoto režiséra, tentokrát podle románu Grisfesten od Leif G. W. Perssona, který je inspirován skutečnými událostmi (na rozdíl od některých dalších knih autora, tato dosud nebyla přeložena do češtiny). Film získal jednoho Zlatohlávka.[6]
- Zázrak ve Valby (1989): dobrodružný film na pomezí fantasy v dánsko-švédské koprodukci.
- Beck (TV seriál, 38 dílů, 1997–2018): kriminální seriál, jehož postavy byly volně inspirovány „10 romány o zločinu“ autorské dvojice Maj Sjöwallová – Per Wahlöö, především se zde vyskytují kriminalisté Martin Beck a Gunvald Larsson, příběhy jednotlivých filmů jsou však zcela nové. Ingvar Hirdwall hraje ve všech 38 dosud natočených dílech a to postavu poněkud podivného Beckova souseda, který se jmenuje Grannen. Do konce roku 2018 vzniklo 7 řad seriálu, první tři řady nebyly v České republice (zatím) vysílány, čtvrtá až sedmá řada (14 filmů), tedy od 25. filmu natočeného v roce 2009, byly v premiéře odvysílány najednou na televizi Prima pod společným názvem Stíny nad Stockholmem a to od 1. září do 1. prosince 2018 (seznam dílů).[7],[8]
- Zamilovaný kněz (2003): komedie.
- Pojďme si hrát (2003): komedie o tatínkovi na rodinné dovolené.
- Když se otočím (2003): scénář a režie Björn Runge, Ingvar Hirdwall získal Zlatohlávka za vedlejší roli, film celkem získal hned čtyři Zlatohlávky a na další čtyři byl nominován. V roce 2004 získal dvě ceny na MFF Berlinale (Stříbrný medvěd, Modrý anděl), na Zlatého medvěda byl nominován.[9]
- Muži, kteří nenávidí ženy z trilogie Millenium (2009): režie Niels Arden Oplev podle stejnojmenného románu Stiega Larssona. Film získal tři Zlatohlávky (včetně ceny diváků), na dva další byl nominován. Dále byl film třikrát nominován na European Film Awards, získal cenu BAFTA za nejlepší neanglicky mluvený film a měl dvě další BAFTA nominace.[10]